# Gossypium mustelinum
Gossypium mustelinum là một loài thực vật có hoa trong họ Cẩm quỳ. Loài này được Miers ex G.Watt mô tả khoa học đầu tiên năm 1907.